# گری امبروز
گری امبروز (انگلیسی: Gary Ambroise؛ زادهٔ ۱۷ ژوئیهٔ ۱۹۸۵) بازیکن فوتبال اهل هائیتی است.
از باشگاه‌هایی که در آن بازی کرده‌است می‌توان به ای‌اف‌سی توبیز اشاره کرد.
وی همچنین در تیم ملی فوتبال هائیتی بازی کرده‌است.